# Entführt oder Die Abenteuer des David Balfour

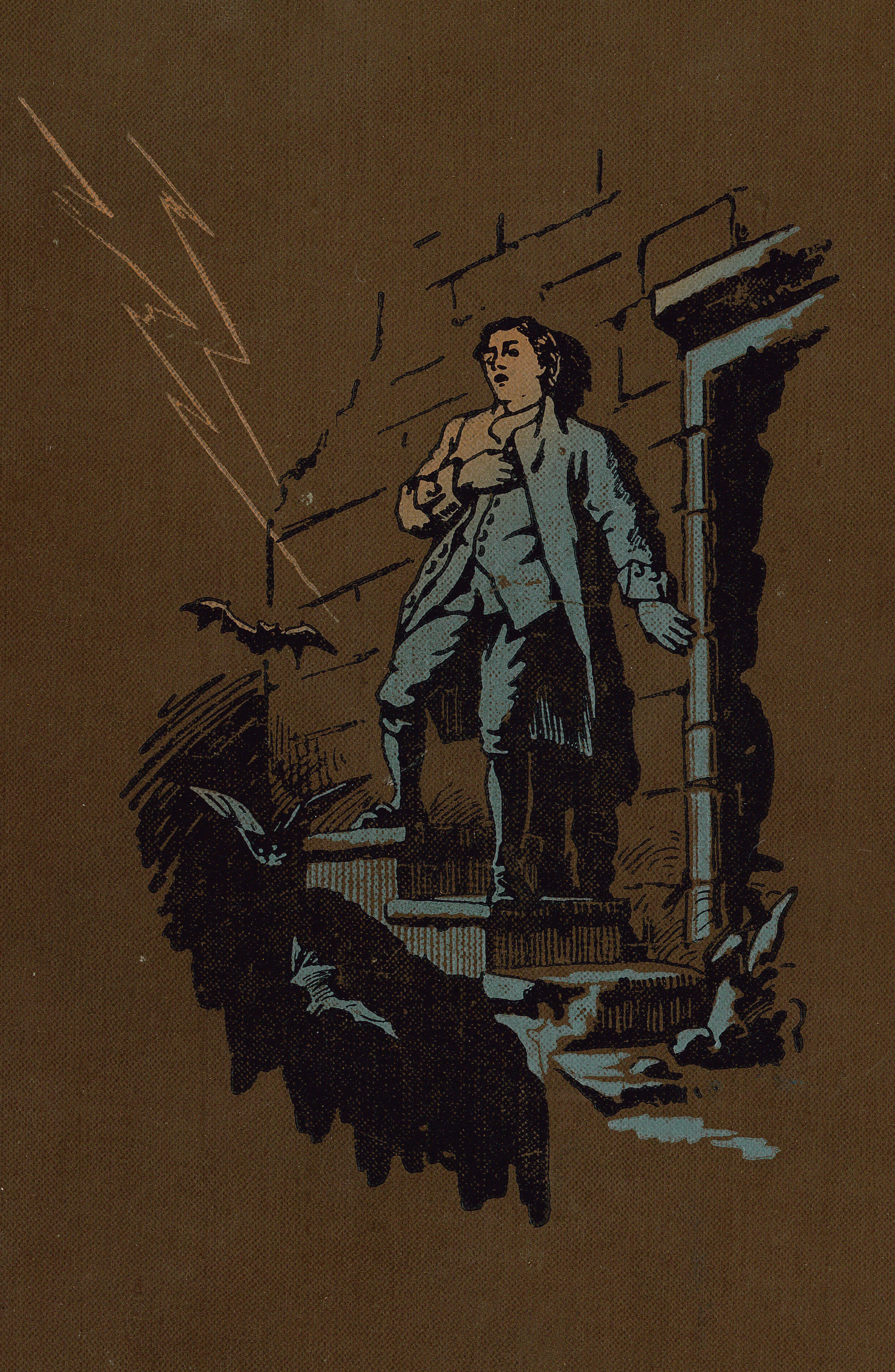
Einband
der Erstausgabe 1886 bei Cassell

Entführt oder Die Abenteuer des David Balfour (engl. Kidnapped) ist ein historischer Abenteuerroman des schottischen Schriftstellers Robert Louis Stevenson, der – im Seebad Bournemouth geschrieben – im Frühjahr 1886 in Young Folks, einem Literaturmagazin für Jugendliche, erschien. Im selben Jahr brachten Cassell in London und Scribners Söhne in New York das Werk heraus. Die deutsche Erstausgabe erschien 1890 unter dem Titel David Balfour oder die Seelenverkäufer in Stuttgart.

## Hintergrund
Schottland, Jahre nach dem Zweiten Jakobitenaufstand. Am 14. Mai 1752 wird Colin Roy Campbell of Glenure, der von den Engländern ernannte Landvogt für die Grafschaft Nord-Argyll, in der Ballachulisher Gegend durch einen Scharfschützen hinterrücks erschossen. Als Hauptverdächtige gelten Alan Breck Stuart und Jakob Stuart.

## Die Route

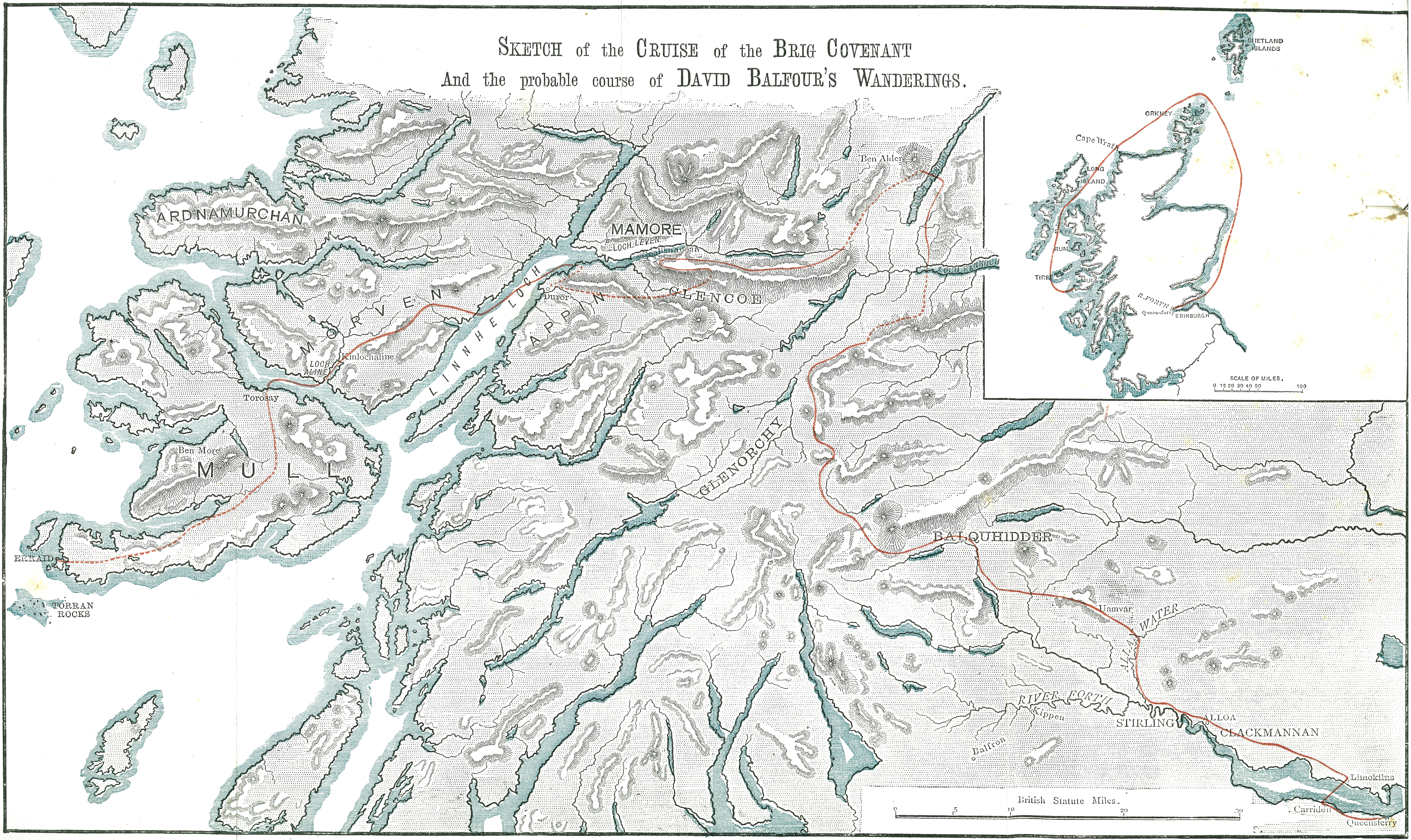
Davids abenteuerliche Route mit dem Schiff um und zu Fuß durch Schottland

Sein ganzes Leben hat der 16-jährige adelige David Balfour von Shaws in ärmlichen Verhältnissen im Wald von Ettrick – in einem nicht benannten Dorf in den Scottish Borders, also im schottischen Unterland – verbracht.  Von dort begibt sich der verwaiste Junge auf seiner Odyssee per pedes in die Welt hinaus – zunächst zu Pfarrer Campbell in die nahegelegene fiktive Ortschaft Essendean. Auf Geheiß des Pfarrers will David in dem zwei Tagesmärsche entfernten Cramond sein Erbe antreten. Auf dem Wege über Colinton erreicht er den Onkel Ebenezer Balfour von Shaws. Dieser heimtückische Verwandte will ihn loswerden und ihn kurzerhand als weißen Sklaven nach Carolina verkaufen. Also lädt der Bösewicht den Neffen zu einem Spaziergang nach Queensferry ein. Gewaltsam auf die Handelsbrigg Covenant von Dysart des Kapitäns Elias Hoseason verfrachtet, geht die Fahrt um die Nordspitze Schottlands herum (siehe Übersichtskarte oben rechts in nebenstehender Abbildung) in Richtung Übersee. Doch bereits vor Earraid endet die Seereise abrupt: Die Brigg zerschellt im Sturm. Bei Torosay auf Mull nimmt David die Fähre nach Loch Aline auf das schottische Festland und durchquert es zu Fuß über Morven, den Loch Linnhe, das Appin, das Glen Coe zum Ben Alder, nach Balquhidder und schließlich über Limekilns, Carriden zurück nach Queensferry.

## Inhalt
Wie David am Romanende erfährt, hatten sein Vater Alexander und dessen Bruder Ebenezer dieselbe Frau geliebt. Ebenezer hatte den Kürzeren gezogen und als Trostpflaster das Gut Shaws in Cramond bekommen. Dafür hatte sich Davids Vater ein Leben lang mit der Mutter in den Wald von Ettrick als Dorfschullehrer zurückgezogen.
Stevenson verlegt das oben unter Hintergrund angedeutete Geschehen auf den Juli-Anfang 1751 vor. Bevor Onkel Ebenezer den Neffen entführen lässt, versucht er einen Mord. Während eines nächtlichen Gewitters schickt er David im Dunkeln über die geländerlose Treppe auf den Hausturm des Guts (siehe Cover oben rechts im Artikel). Der Neffe überlebt.
Mit seiner Gefangenschaft auf der Brigg Covenant kann sich David nicht abfinden. Er will sich brieflich an Pfarrer Campbell und an Herrn Rankeillor, den Anwalt der Familie, wenden – auf hoher See ein aussichtsloser Rettungsversuch. Unterwegs rammt die Brigg ein offenes Boot. Der Jakobit Alan Breck Stuart wird aus der See gefischt. Alan trägt Goldstücke bei sich – Pachtgelder, die er seinem im französischen Exil darbenden Appiner Clan-Häuptling Ardshiel überbringen wollte. Der 1746 nach Culloden fahnenflüchtige Alan ist Soldat des Königs von Frankreich geworden. Als die räuberische Crew der Brigg von dem Golde erfährt, will sie Alan ans Leben. David wird in das Vorhaben hineingezogen, schlägt sich jedoch auf Alans Seite.  Beide Kämpfer gehen aus dem Ansturm der Übermacht als Sieger hervor. Dabei ersticht Alan den Steuermann. An Bord fehlt nunmehr der Navigator. Beim nächsten Sturm ist das Zerbrechen der Brigg an den Klippen programmiert. In dem Inselgewirr verliert David den Kampfgefährten aus den Augen.
Im Birkenwald von Lettermore dann, ein ganzes Stück von Ballachulish entfernt, begegnet David einem Zug berittener englischer Soldaten. Als er diese nach dem Wege nach Aucharn anspricht, macht der Zug Halt. Colin Roy Campbell of Glenure – das ist der Rote Fuchs – führt die Reiter an. Aus der Gegenfrage des Anführers geht hervor, er kenne jemand aus Aucharn: Jacob von Schlucht – alias Jakob Stuart, Bruder des Ardshiel. David lässt sich nicht beirren; gibt sich als „ehrlichen Untertanen des Königs Georg“ aus. Der Rote Fuchs wird am Ende des Zwiegesprächs aus dem Hinterhalt erschossen. David wird der Mittäterschaft verdächtigt. Er hat schließlich den Zug aufgehalten. Da erscheint Alan mit der Angelrute. Den Freunden gelingt die Flucht.
David glaubt, Alan halte sich nicht zufällig am Tatort auf, und will allein weitermarschieren. Alan bestreitet die Mittäterschaft. Dennoch wurde ein Campbell, ein Todfeind des Deserteurs Alan, umgebracht. Die Freunde bleiben zusammen und suchen Alans Verwandten Jakob Stuart auf. Jakob nimmt an, dass der Tatverdacht bereits auf ihn gefallen sein wird, da der Mord in seinem Gebiet geschehen ist: Er ist der Steuereintreiber Ardshiels und somit der ärgste Widerpart des toten Steuereintreibers Roter Fuchs, des „sogenannten königlichen Verwalters des Appin-Landes“. Jakob fürchtet um Frau und Kind und fordert, Alan müsse als Tatverdächtiger Schottland verlassen. Um sich und die Seinen zu schützen, will Jakob den Deserteur pro forma steckbrieflich suchen lassen.
Der Nachrichten, die Alan und David auf der Flucht durch die Schlucht von Corrynakiegh hinauf zum Ben Alder erreichen, sind nicht ermutigend. Jakob wurde im Fort William festgehalten, und die zwei Flüchtlinge werden von den Engländern steckbrieflich gesucht. Allerdings ist der Name Davids glücklicherweise unbekannt. Zwei erzählerische Höhepunkte auf dem Weg nach Queensferry sind der Aufenthalt bei Cluny Macpherson, Haupt des Clans Vourich und die durch Krankheit Davids erzwungene längere Rast bei Robin Oig Macgregor – einem Sohn Rob Roys – im Gebiet Balquhidder.
Die Benutzung der bewachten Brücke über den Forth wagen die beiden steckbrieflich gesuchten Flüchtlinge nicht. Eine Gastwirtstochter aus Limekilns hilft uneigennützig.
Anwalt Rankeillor und Alan verhelfen David zu seinem rechtmäßigen Erbe. Der niederträchtige Onkel Ebenezer wird hereingelegt und muss klein beigeben. Im Gegenzug steht David dem Freunde Alan bei.

## Zitat
„Zweierlei gibt es, dessen ein Mensch niemals müde werden sollte: Güte und Demut.“

## Form
Ein gewisser Herausgeber der Memoiren Davids stellt zum Romanschluss eine Fortsetzung in Aussicht, deren Erscheinen er an eine Bedingung knüpft: Das Buch Entführt muss dem werten Publikum gefallen. Nur dann kann der Leser erfahren, wie es mit David, Alan und der Mordsache Roter Fuchs weitergeht. Letztere ist in Entführt stiefmütterlich behandelt. David äußert zum Tatzeitpunkt lediglich: „Er [der Todesschütze] war ein starker Mann, schwarz gekleidet, trug Metallknöpfe am Rock und führte eine lange Vogelflinte bei sich … mit affenartigem Geschick kletterte er weiter …“ Bis zum Romanende wird über diesen Mann kein weiteres Wort verloren. Alan, der sich zur Tatzeit am Tatort aufhält, kann es – den Indizien nach – von den erzählerisch hervorgehobenen Figuren am ehesten gewesen sein. Er trägt bei seinem ersten Auftritt im Roman einen „Rock mit Silberknöpfen“ und ist „nicht groß“. Der Fortsetzungsroman erschien unter den Titel Catriona.

## Rezeption
- Eine ausführlichere Analyse findet sich bei Dölvers.[23] Englischsprachige Rezensenten hatten Smolletts The Adventures of Roderick Random[24] sowie Defoes Robinson Crusoe als Vorbilder gefunden und teilweise Plagiatsvorwürfe erhoben. Das gegensätzliche Charakterpaar Alan/David wird betrachtet: Alan, „der amoralisch-vitale Hochlandbewohner“,[25] der sich nicht scheut, das Geld des Freundes zu verspielen, steht gegen „den prinzipienstrengen David“,[26] der diesen Fauxpas nur mit Mühe verzeiht.
- Klotz[27] geht knapp auf zwei historische Gegebenheiten ein. Diese artikuliert der schottische Patriot Stevenson via Sprachrohr Alan Breck Stuart bei jeder passenden Gelegenheit – mitunter beinahe frenetisch: die englandfreundliche Haltung der Campbells mit dem Herzog von Argyll an der Spitze und den Kampf der Jakobiten gegen die Whigs.
- Alan sei eine weitgehend historische Figur. Stevenson habe vor der Niederschrift des Romans Literatur über den Mordprozess gegen Jakob Stuart studiert.[28]
- Eine freie Nachdichtung von Kidnapped veröffentlichte Herbert Kranz 1934 unter dem Titel Verschleppt. Dabei verlegte er den Ausgangspunkt der Handlung nach Deutschland. Aus David Balfour wird bei Kranz der junge Adlige Peter Bracke von Brackenhusen.
- In seinem 2014 erschienenen Roman Der letzte Ort zitiert der deutsch-irakische Autor Sherko Fatah die Anfangspassage aus Kidnapped in einer E-Mail.[29] Mit dieser E-Mail möchte der im Irak gekidnappte Protagonist Albert seine in Deutschland lebende Schwester auf seine eigene Entführung aufmerksam machen.[30] Fatah erwähnte dazu in einem Zeitungsinterview, dass ihn die Lektüre des Stevensonschen Romans bei seiner eigenen Arbeit inspiriert habe.[31]

## Verfilmungen
Spielfilm
- 1917, USA: Kidnapped von Alan Crosland mit Raymond McKee, Joseph Burke und Ray Hallor.
- 1938, USA: Entführt von Otto Preminger und Alfred L. Werker mit Warner Baxter, Freddie Bartholomew, Nigel Bruce, C. Aubrey Smith und Reginald Owen.
- 1960, Walt Disney Pictures: Entführt – Die Abenteuer des David Balfour (Kidnapped) von Robert Stevenson mit Peter Finch, James MacArthur und Bernard Lee.
- 1968 DEFA, Schüsse unterm Galgen von Horst Seemann mit Werner Kanitz, Thomas Weisgerber und Herwart Grosse.
- 1971, U.K.: Kidnapped (Entführt) von Delbert Mann mit Michael Caine, Lawrence Douglas, Donald Pleasence und Trevor Howard.

TV Movie
- 1978, Deutschland, ZDF: Die Abenteuer des David Balfour von Jean-Pierre Decourt mit David McCallum, Ekkehardt Belle und Patrick Magee.
- 1995, Dublin: Veröffentlichung unter drei Titeln: David Balfour – Zwischen Freiheit und Tod, Kidnapped – Piratenjagd und David Balfour – Freiheit oder Tod für Schottland von Ivan Passer mit Armand Assante, Brian McCardie, Michael Kitchen, Brian Blessed, Patrick Malahide und Brendan Gleeson.
- 2005, BBC: Kidnapped mit James Anthony Pearson und Iain Glen.

## Deutschsprachige Literatur

### Ausgaben
- David Balfour oder Die Seelenverkäufer. Schicksale und Abenteuer eines Flüchtlings in den schottischen Hochlanden. Eine Erzählung für die reifere Jugend nach Robert Louis Stevenson, frei bearbeitet von Paul Moritz. Mit 16 Tondrucken von W. B. Holz. Thienemanns Verlag, Stuttgart um 1890.
- Robert Louis Stevenson: Entführt. Übersetzerin: Clarissa Meitner. Phaidon-Verlag, Wien 1924.
- Robert Louis Stevenson: Entführt. Mit Zeichnungen von Gunter Böhmer. Übersetzer: Albert Heider. Atlantis, Zürich 1946.
- Robert Louis Stevenson: Entführt. Übersetzerin: Eva Schumann. Vorwort: Fritz Hofmann. Aufbau, Berlin 1956.
- Robert Louis Stevenson: Entführt oder Die Abenteuer des David Balfour. Aus dem Englischen von Eva Schumann. 1. Auflage. Nachwort: Günther Klotz. Dieterich’sche Verlagsbuchhandlung, Leipzig 1969.[A 7]
- Robert Louis Stevenson: Die Entführung. Übersetzerin: Käthe Recheis. Zeichner: Jochen Bartsch. Hoch Verlag, Düsseldorf 1978, ISBN 3-7779-0238-1.
- Robert Louis Stevenson: Entführt oder die Erinnerungen des David Balfour an seine Abenteuer im Jahre 1751. Mit einem Vorwort von E. Y. Meyer. Aus dem Englischen übersetzt von Michael Walter. Insel-Verlag, Frankfurt am Main 1979, ISBN 3-458-32021-0 (it 321)
- Robert Louis Stevenson: Entführt. Die Abenteuer des David Balfour. Übersetzer: Michael Walter. Nachwort: Alfred C. Baumgärtner. Dressler, Hamburg 1999, ISBN 3-7915-3559-5 (Dressler-Klassiker)

### Sekundärliteratur
- Horst Dölvers: Der Erzähler Robert Louis Stevenson. Interpretationen. Francke Verlag, Bern 1969, DNB 456469621.
- Michael Reinbold: Robert Louis Stevenson. Rowohlt, Reinbek 1995, ISBN 3-499-50488-X.